# 日式歡喜冤家
《日式歡喜冤家》（日语：和製喧嘩友達）是小津安二郎的第九部電影。由於在這部片拍攝的兩年之前，日本上映了一部名為《干戈朋友》（日本譯名：喧嘩友達）的美國片，描述兩個好友因為老是愛上同一個女孩而大打出手的故事。年輕時的小津時常觀賞美國片，對於這類開朗闊達的情節相當憧憬欣賞，於是援用這個故事改編翻拍，在標題上多下了「和製」（日式）二字加以區別。1929年作品，黑白默片，原片長七十七分鐘，現在僅存十八分鐘的殘本。不過這個殘本和後來的《突貫小僧》一樣，是早年為了做為介紹宣傳之用剪出來的精簡版，在亡佚其他影片時，並不會影響對整個劇情的理解。

## 工作人員
- 導演：小津安二郎
- 編劇：野田高梧
- 攝影：茂原英雄

## 演員名單
- 留吉：渡邊篤飾
- 芳造：吉谷久雄飾
- 阿美津：浪花友子飾
- 岡村：結城一朗飾

（下列其他角色在殘本裡未出現）
- 阿源：高松榮子飾
- 事務員富田：大國一郎飾
- 藝者君松：若葉信子飾

## 故事情節
（以下為殘本所見情節）
留吉與芳造是一對開貨車為生的好朋友，他們同住一屋，平日感情極好。有一天開貨車時，無意間撞倒一名女子。原本他們想送這名女子回家，以示歉意，不料女子卻說自己沒有家人，現在無家可歸。留吉與芳造都認為她很可憐，便帶她暫時住在他們家中。
這名女子叫做阿美津，她自認住在人家家裡很過意不去，一早起來便開始為他們洗衣服做早餐，讓這對好友也感到不好意思。她來這個屋子時，原本髒兮兮的，等到做完家事後梳洗一番，這對好友才猛然發現她是個美女。於是，兩人都對賢慧又漂亮的阿美津動了心。兩人不但在工作上互有競爭，就連回了家，阿美津拿點心給他們吃，兩人也要比較誰吃得快。爭風吃醋，互不相讓。
到了緣日那天，阿美津盛裝打扮到夜市去玩，朋友倆人也悄悄隨之出去。結果到了夜市，發現原來阿美津早已有了名叫岡村的男友，而且這個岡村還是個一表人才的美男子，長相跟談吐甚至身份地位，都是留吉與芳造所不能相比。失望的兩人不但沒有嫉妒岡村，反而決定要祝福他與阿美津，並且恢復原本的友誼。後來阿美津要與岡村離開這個小鎮，留吉與芳造便開著吉普車，沿著他們所搭的火車，一路歡送他們離去。